# 長吉川辺
長吉川辺（ながよしかわなべ）は、大阪府大阪市平野区にある町名。
現行行政地名は長吉川辺一丁目から長吉川辺四丁目。

## 地理
平野区の南東部に位置し、大和川を挟んで北側に一丁目〜三丁目、南側に四丁目と分かれて設置されていて、四丁目だけは松原市に囲まれていて、一丁目〜三丁目では、西に長吉長原西、北の西側に長吉長原、東側に長吉長原東、東に八尾市と接している。

### 河川
- 大和川
  - 明治橋
  - 新明治橋
  - 第一明治橋

## 歴史

### 沿革
1974年（昭和49年）、大阪市東住吉区長吉川辺町・長吉長原町の各一部より、平野区長吉川辺1 - 4丁目成立。

## 世帯数と人口
2024年（令和6年）9月30日現在（大阪市発表）の世帯数と人口は以下の通りである。
| 丁目           | 世帯数    | 人口    |
| -------------- | --------- | ------- |
| 長吉川辺一丁目 | 381世帯   | 828人   |
| 長吉川辺二丁目 | 732世帯   | 1,393人 |
| 長吉川辺三丁目 | 1,166世帯 | 2,187人 |
| 長吉川辺四丁目 | 224世帯   | 505人   |
| 計             | 2,503世帯 | 4,913人 |

### 人口の変遷
国勢調査による人口の推移。
| 1995年（平成7年）  | 3,048人 | [ 6 ]  |  |
| 2000年（平成12年） | 4,511人 | [ 7 ]  |  |
| 2005年（平成17年） | 4,517人 | [ 8 ]  |  |
| 2010年（平成22年） | 4,730人 | [ 9 ]  |  |
| 2015年（平成27年） | 4,850人 | [ 10 ] |  |
| 2020年（令和2年）  | 5,093人 | [ 11 ] |  |

### 世帯数の変遷
国勢調査による世帯数の推移。
| 1995年（平成7年）  | 1,003世帯 | [ 6 ]  |  |
| 2000年（平成12年） | 1,562世帯 | [ 7 ]  |  |
| 2005年（平成17年） | 1,512世帯 | [ 8 ]  |  |
| 2010年（平成22年） | 1,686世帯 | [ 9 ]  |  |
| 2015年（平成27年） | 1,747世帯 | [ 10 ] |  |
| 2020年（令和2年）  | 2,061世帯 | [ 11 ] |  |

## 学区
市立小・中学校に通う場合、学区は以下の通りとなる。なお、小学校・中学校入学時に学校選択制度を導入しており、通学区域以外に通学区域に隣接している小学校・平野区内にある中学校から選択することも可能。
| 丁目           | 番   | 小学校             | 中学校               |
| -------------- | ---- | ------------------ | -------------------- |
| 長吉川辺一丁目 | 全域 | 大阪市立川辺小学校 | 大阪市立長吉西中学校 |
| 長吉川辺二丁目 | 全域 | 大阪市立川辺小学校 | 大阪市立長吉西中学校 |
| 長吉川辺三丁目 | 全域 | 大阪市立長原小学校 | 大阪市立長吉中学校   |
| 長吉川辺四丁目 | 全域 | 大阪市立川辺小学校 | 大阪市立長吉西中学校 |

## 事業所
2021年（令和3年）現在の経済センサス調査による事業所数と従業員数は以下の通りである。
| 丁目           | 事業所数  | 従業員数 |
| -------------- | --------- | -------- |
| 長吉川辺一丁目 | 51事業所  | 344人    |
| 長吉川辺二丁目 | 66事業所  | 421人    |
| 長吉川辺三丁目 | 117事業所 | 1,802人  |
| 長吉川辺四丁目 | 14事業所  | 228人    |
| 計             | 248事業所 | 2,795人  |

## 交通

### バス
2020年4月現在
- 大阪シティバス[15]
  - 33号系統：長吉高校前 → 長吉川辺四丁目 …→… 長吉川辺二丁目 → 長吉川辺一丁目
- 過去には近鉄バスも路線を持っていた。

### 道路
- 大阪府道2号大阪中央環状線

## 施設
- 大阪府立平野高等学校
- 大阪府立平野支援学校
- 大阪市立川辺小学校
- 平野川辺郵便局[16]
- 川辺八幡神社[17]
- 川辺北公園
- 川辺東公園
- 長吉東部南公園

## 出身者
- 笑福亭鶴光（落語家）

## その他

### 日本郵便
- 〒547-0014[3]（集配局：平野郵便局[18]）

### 市外局番
四丁目を除き06（大阪MA）であるが、大和川以南の四丁目は松原市と同じ堺MAに属しており、市外局番は072となる。同様の事例は同じく大和川以南にある東住吉区矢田七丁目にもみられる。